# Hyacinthe Rigaud
Hyacinthe Rigaud (20. juli 1659 – 27. december 1743) var en fransk portrætmaler, der var Ludvig den 14.s hofmaler. 
Hans mest kendte maleri er et portræt af Ludvig fra 1701 på kunstmuseet Louvre i Paris.
- Wikimedia Commons har flere filer relateret til Hyacinthe Rigaud

1. ↑  Navnet er anført på engelsk og stammer fra Wikidata hvor navnet endnu ikke findes på dansk.
2. ↑  Navnet er anført på engelsk og stammer fra Wikidata hvor navnet endnu ikke findes på dansk.